# 자인티아관코박쥐
자인티아관코박쥐(Murina jaintiana)는 애기박쥐과에 속하는 박쥐의 일종이다. 미얀마의 토착종이다.

## 특징
작은 크기의 박쥐로 머리부터 몸까지 몸길이는 40mm, 전완장은 29.1~31.1mm이다. 꼬리 길이는 33mm, 발 길이는 6.8mm, 귀 길이 13.9mm이다.